# Chunjing (sockenhuvudort i Kina, Zhejiang Sheng, lat 30,03, long 119,96)
Chunjing (kinesiska: Chunjiang Jiedao) är en sockenhuvudort i Kina. Den ligger i provinsen Zhejiang, i den östra delen av landet, omkring 31 kilometer sydväst om provinshuvudstaden Hangzhou. Antalet invånare är 49 266. Befolkningen består av 22 883 kvinnor och 26 383 män. Barn under 15 år utgör 14,0 %, vuxna 15-64 år 80 %, och äldre över 65 år 5,0 %.
Runt Chunjing är det tätbefolkat, med 356 invånare per kvadratkilometer. Närmaste större samhälle är Zhuantang, 18,0 km nordost om Chunjing. I omgivningarna runt Chunjing växer i huvudsak blandskog.
Genomsnittlig årsnederbörd är 2 020 millimeter. Den regnigaste månaden är juni, med i genomsnitt 365 mm nederbörd, och den torraste är januari, med 79 mm nederbörd.